# Европейский лев
Европейский лев (лат. Panthera leo europaea) — вымерший подвид льва. Иногда считается региональной формой азиатского льва или подвидом пещерного льва. Детальное изучение серий львиных черепов Европы за период поздний плейстоцен — голоцен показало сложную картину постепенной смены краниологических характеристик местных львов от тех, что свойственны плейстоценовым популяциям пещерного льва, к тем, что наблюдаются у ныне выжившего африканского льва. Вероятнее всего, угасание в верхнем плейстоцене европейского пещерного льва из-за расселения людей и потепления климата, освобождало дорогу миграциям с юга, и в зоне контакта двух близкородственных подвидов, возможно, происходила гибридизация, порождающая промежуточные формы. Другие исследования предполагают, что пещерные львы вымерли в Западной Европе уже 14 — 14,5 тыс. лет назад, а европейский лев появился на юге Восточной Европы только между 6 и 8 тыс. лет назад, когда его африканские предки, вероятно, мигрировали с Ближнего Востока через ещё не существовавший Босфор и не проникали дальше на запад из-за распространившихся людей.

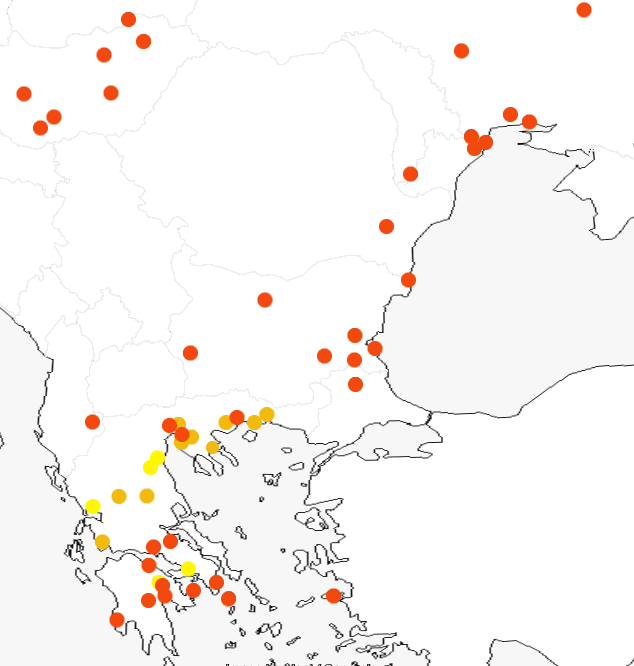
Следы львов в Юго-Восточной Европе. Красный: находки останков. Оранжевый: места обитания львов по данным древнегреческих авторов (Геродот, Аристотель, Ксенофонт, Павсаний, Фемистий). Жёлтый: места обитания львов согласно древнегреческим легендам

Европейский лев жил ещё во времена древних греков и римлян. Он обитал на территории современных Балкан и в Причерноморье. Греки, римляне и македоняне регулярно охотились на этих хищников и устраивали гладиаторские бои с участием львов. В результате этого к 100 году н. э. был убит последний европейский лев.
Ископаемые остатки европейского льва голоценового возраста обнаружены на Балканах, в Греции, Болгарии, Венгрии. Возможно, он обитал и в сопредельных регионах. Охотился на диких европейских лошадей-тарпанов, европейских диких быков-туров, зубров, бурых медведей и разнообразных оленей, включая лосей. Как и все крупные кошки, европейский лев при возможности уничтожал своих прямых конкурентов — волков, не позволяя им размножаться до численности, становившейся опасной для диких копытных. Позднеплейстоценовые находки ископаемых костей львов на территории Испании и Италии позволяют предположить, что львы могли там дожить до начала голоцена (10-9 тыс. лет назад), но фрагментарность находок пока не позволяет определить, к какому виду или подвиду они относятся: пещерному или европейскому.